# Alternaria alternata

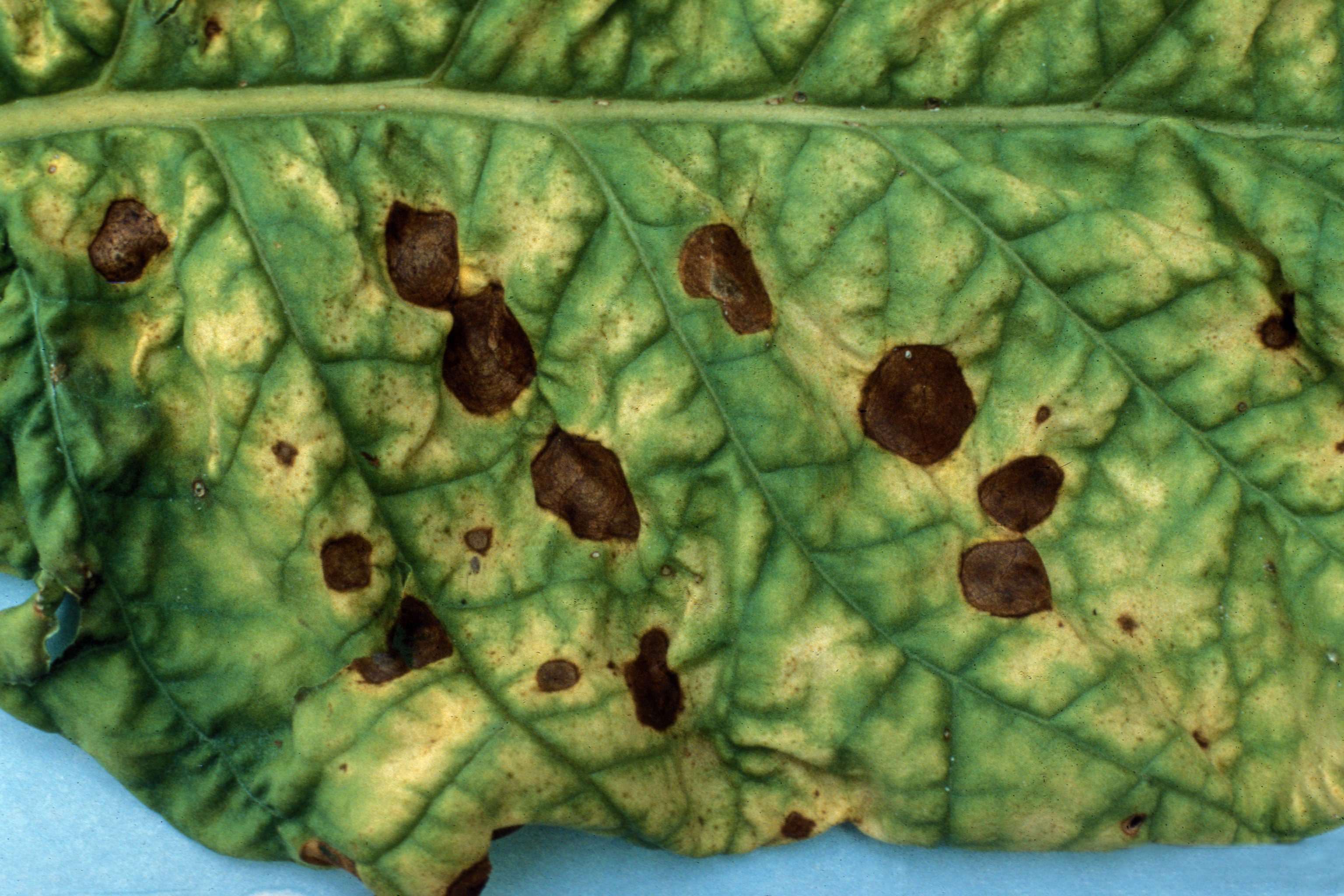
Plamy na liściu tytoniu wywołane przez grzybnię A. alternata

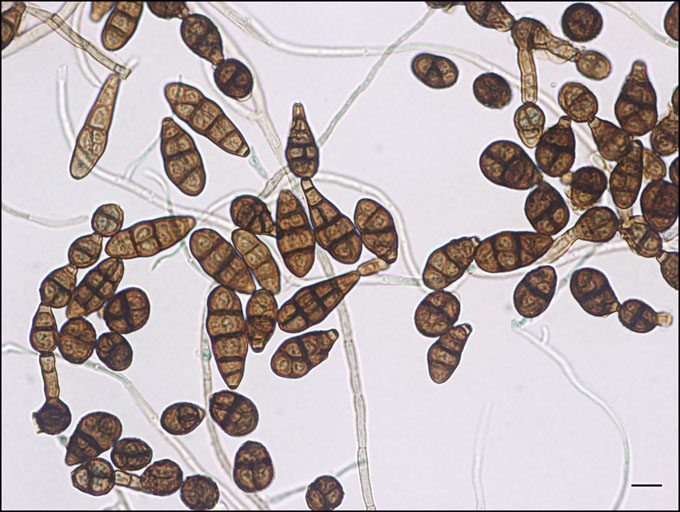
Konidia

Alternaria alternata (Fr.) Keissl. – gatunek grzybów z klasy Dothideomycetes. Grzyb mikroskopijny, u roślin wywołujący wiele chorób roślin.

## Systematyka i nazewnictwo
Pozycja w klasyfikacji według Index Fungorum: Alternaria, Pleosporaceae, Pleosporales, Pleosporomycetidae, Dothideomycetes, Pezizomycotina, Ascomycota, Fungi.
Znana jest tylko anamorfa tego gatunku. Na podstawie budowy molekularnej i ultrastrukturalnej ustalono, że teleomorfą jest któryś z gatunków grzybów zaliczany do rodzaju Lewia.
Po raz pierwszy takson ten zdiagnozował w 1832 roku Elias Fries nadając mu nazwę Torula alternata. Obecną, uznaną przez Index Fungorum nazwę nadał mu w 1912 roku Karl von Keissler.
Synonimy:

- Alternaria alternata (Fr.) Keissl. 1912 var. alternata
- Alternaria alternata var. rosicola V.G. Rao 1965
- Alternaria fasciculata (Cooke & Ellis) L.R. Jones & Grout 1897
- Alternaria rugosa McAlpine 1896
- Alternaria tenuis Nees 1816
- Alternaria tenuis f. chalaroides Sacc. 1903
- Alternaria tenuis f. genuina Unamuno 1933
- Alternaria tenuis Nees 1816 f. tenuis
- Alternaria tenuis f. trichosanthis D. Sacc. 1898
- Alternaria tenuis var. mali Marchal & É.J. Marchal 1921
- Alternaria tenuis Nees 1816 var. tenuis
- Macrosporium fasciculatum Cooke & Ellis 1877
- Torula alternata Fr. 1832[4].

## Cechy mikroskopowe i biochemia
Grzybnię łatwo można hodować na sztucznych pożywkach. Na pożywce MEA w temperaturze 22–30 °C kolonie osiągają średnicę 6 cm po siedmiu dniach. Konidiofory i konidia mają zazwyczaj średni złoty kolor. Konidiofory są proste lub zakrzywione, z 1–3 przegrodami i mają długość do 50 μm, szerokość 3–6 μm, na wierzchołku jeden lub kilka porów. Zarodniki tworzą długie, często rozgałęzione łańcuchy. Pojedynczy zarodnik jest jajowaty, półowalny, lub rzadziej elipsoidalny, z widocznym u podstawy porem. W części szczytowej ma krótki, stożkowy lub walcowaty dzióbek o długości nie przekraczającej jednej trzeciej długości zarodników, czasami brak dzióbka. Barwa średni brąz, ściany delikatne. Posiada od 3 do 8 poprzecznych przegród, w ich miejscu jest nieco zwężony. Każda z podzielonych części zarodnika ma ponadto jedną lub dwie przegrody podłużne. Rozmiar 18–63 × 7–18 μm.
Strzępki wegetatywne u A. alternata są jednojądrowe. W grzybniach niektórych izolatów stwierdzono występowanie cząstek wirusopodobnych.
Analiza chemiczna wykazała obecność mannitolu, szeregu kwasów tłuszczowych i estrów kwasów tłuszczowych, w tym kwasu mirystynowego, palmitynowego, stearynowego, oleinowego i linolowego, białka oraz 11 wolnych aminokwasów.
W suchych warunkach, ponad 40% zarodników może przetrwać przez 300 dni, a niektóre pozostają żywe przez ponad dziesięć lat na ziarnie pszenicy, choć liczba zarodników spada znacznie w pierwszych latach przechowywania. Zaobserwowano gwałtowne zwiększenie uwalniania konidiów, gdy substraty zarodnikujące przeniesiono z wilgotnych do suchych warunków. Konidia są uwalniane w rytmie dobowym od 12.00–18.00 godziny.

## Występowanie i siedlisko
Gatunek kosmopolityczny, szeroko rozprzestrzeniony na całym świecie. Poza Antarktydą występuje pospolicie na wszystkich kontynentach i na wielu wyspach. Na północy sięga po 62 stopień szerokości geograficznej w Szwecji.
Pasożyt i saprotrof rozwijający się na bardzo licznych gatunkach roślin, a także na różnych innych podłożach, w tym w glebie, na żywności i wyrobach włókienniczych. Występuje na bardzo różnych glebach, o różnym pH i w bardzo różnorodnych siedliskach. Został znaleziony w glebach, w których uprawiano czosnek, ryż, trzcinę cukrową, lucernę, len, gruszę, owoce cytrusowe, w lasach dębowych, eukaliptusowych i innych, w siedliskach halofitowych, na wydmach, pustyniach, sawannach, na dużej wysokości w górach Pamiru, jaskiniach guanowych i krasowych, w kopalniach uranu, na torfowiskach i wrzosowiskach, glebach zasolonych, w słonych jeziorach, wodzie morskiej i słodkiej, w kanalizacjach, osadach ściekowych, w kompoście, paszach, kiszonkach, gnijącym drewnie, drewnie zagrzebanym w ziemi lub poddanym stale działaniu wody, ścierze drzewnym, szlamie z papierni, w węglu brunatnym, odchodach królika, paliwie lotniczym, w gniazdach i piórach ptaków, w żywności i materiałach włókienniczych. W glebach nawożonych obornikiem występuje w znacznie większym natężeniu niż w glebach jałowych.
U roślin uprawnych w Polsce powoduje alternariozę agrestu, alternariozę buraka, alternariozę cebuli, alternariozę cynii, alternariozę dyni oleistej, alternariozę drzew ziarnkowych, alternariozę konopi, alternariozę papryki, alternariozę ziemniaka, czarną plamistość maku i czerń krzyżowych.